# 부천동중학교
부천동중학교(富川東中學校)는 대한민국 경기도 부천시 소사구 괴안동에 있는 공립 중학교이다.

## 학교 연혁
- 1984년 3월 1일 : 초대 박용필 교장 취임, 입학식(7학급 448명)
- 2023년 9월 1일 : 	제15대 조경숙 교장 취임
- 2024년 1월 5일 : 제38회 졸업식(103명 졸업, 누계 14,568명)
- 2024년 3월 4일 : 입학식(3학급 84명)

## 참고 자료
- 부천동중학교 - 한국교육학술정보원 학교알리미